# شرلوك هولمز: ذا أويكن (لعبة فيديو 2023)
شرلوك هولمز: ذا أويكن (بالإنجليزية: Sherlock Holmes: The Awakened)‏، هي لعبة فيديو أوكرانية، وهي إعادة إصدار لعبة شرلوك هولمز: ذا أويكن، والتي صدرت في الأسواق سنة 2007، وهي من تطوير ونشر فروغويرز، صدرت اللعبة في المتاجر الإلكترونية عام 2023، والتي تعمل لمنصات بلاي ستيشن 4 وبلاي ستيشن 5 وإكس بوكس ون وإكس بوكس سيريس إكس/إس ونينتندو سويتش ومايكروسوفت ويندوز، حيث تدعم 15 لغة، ومن بينها العربية.